# Lindneromyia carbonaria
Lindneromyia carbonaria är en tvåvingeart som först beskrevs av Kessel 1950.  Lindneromyia carbonaria ingår i släktet Lindneromyia och familjen svampflugor. Inga underarter finns listade i Catalogue of Life.